# اللادينية في بلجيكا
يتبنى عدد كبير من سكان بلجيكا اللادينية والإلحاد، إذ يبلغ عددهم حوالي 25-30٪. بسبب العزل المجتمعي للطوائف السياسية الموجود في بلجيكا، فغالباً ما يذهب الأفراد والعائلات غير المتدينة التي ترغب في تلقي المشورة والاحتفال بلحظات الحياة إلى مؤسسات العلمانية المنظمة، بما في ذلك المنظمات العلمانية أو المنظمات الفلسفية الليبرالية (بالهولندية: vrijzinnige levensbeschouwelijke organisaties) (بالفرنسية: organisations laïques)‏ التي يرأسها ويقودها مسؤولون شبيهون برجال الدين والمعروفون باسم «المستشارون». فقد الدين أهميته في بلجيكا، على الرغم من أن المسيحية لا تزال الدين السائد بين السكان البلجيكيين.